# Nina Todorova
Nina Ivanova Todorova, coniugata Hadžijankova (in bulgaro Нина Иванова Тодорова-Хаджиянкова?; Plovdiv, 18 settembre 1963), è un'ex cestista bulgara.

## Carriera
Con la Bulgaria ha disputato i Giochi olimpici di Seul 1988, i Campionati mondiali del 1990 e tre edizioni dei Campionati europei (1985, 1989, 1993).